# Puellina
Puellina är ett släkte av mossdjur. Puellina ingår i familjen Cribrilinidae.
Släktet Puellina indelas i:
- Puellina arrecta
- Puellina atlantis
- Puellina bathyalis
- Puellina biavicularia
- Puellina bifida
- Puellina caesia
- Puellina californiensis
- Puellina capronensis
- Puellina cassidainsis
- Puellina corbula
- Puellina decipiens
- Puellina denticulata
- Puellina directa
- Puellina egretta
- Puellina flabellifera
- Puellina gattyae
- Puellina harmeri
- Puellina hexaspinosa
- Puellina hincksi
- Puellina innominata
- Puellina macaronensis
- Puellina mikelae
- Puellina minima
- Puellina modica
- Puellina nana
- Puellina octospinosa
- Puellina orientalis
- Puellina pedunculata
- Puellina picardi
- Puellina praecox
- Puellina pseudoradiata
- Puellina radiata
- Puellina saginata
- Puellina saldanhai
- Puellina septemcryptica
- Puellina setiformis
- Puellina setosa
- Puellina smitti
- Puellina testudinea
- Puellina vaceleti
- Puellina venusta
- Puellina voigti
- Puellina vulgaris